# Puccinia sardonensis
Puccinia sardonensis ist eine Ständerpilzart aus der Ordnung der Rostpilze (Pucciniales). Der Pilz ist ein Endoparasit von Korianderblättriger Schmuckblume und Gewöhnlichem Ruchgras. Symptome des Befalls durch die Art sind gelbe Rostflecken und Pusteln auf den Blattoberflächen der Wirtspflanzen. Das Verbreitungsgebiet des Pilzes liegt in den Hochgebirgen Mitteleuropas.

## Merkmale
Puccinia sardonensis ist mit bloßem Auge nur anhand der auf der Oberfläche des Wirtes hervortretenden Sporenlager zu erkennen. Sie wachsen in Nestern, die als gelbliche bis braune oder schwärzliche Flecken und Pusteln auf den Blattoberflächen erscheinen.
Das Myzel von Puccinia sardonensis wächst wie bei allen Puccinia-Arten interzellulär und bildet Saugfäden, die in das Speichergewebe des Wirtes wachsen. Ihre Pyknien sind kugelig und in die Blattoberfläche eingesenkt. Die Aecien der Art wachsen beidseitig in Gruppen auf gelblichen beziehungsweise violetten Blattflecken. Sie besitzen stumpfpolyedrische bis ellipsoide Aecidiosporen von 21–29 × 17–24 µm, die farblos und warzig sind. Die Uredien sind strichförmig und hellorange. Ihre Uredosporen sind kugelig bis oval, 13–30 × 13–27 µm groß, fast hyalin und stachelig. Die Telien der Art wachsen beidseitig und sind dunkelbraun bis schwarz. Die Teleutosporen sind zweizellig, zylindrisch bis keulig und 38–78 × 10–18 µm groß. Sie sind bräunlich, ihre Stiele sind sehr kurz.

## Verbreitung
Puccinia sardonensis besitzt ein Verbreitungsgebiet, das die zentralen und östlichen Alpen und die Hohe Tatra umfasst.

## Ökologie
Die Wirtspflanzen von Puccinia sardonensis sind als Haplont Korianderblättrige Schmuckblumen (Callianthemum coriandrifolium) sowie Gewöhnliches Ruchgras (Anthoxanthum odoratum) für den Dikaryonten. Der Pilz ernährt sich von den im Speichergewebe der Pflanzen vorhandenen Nährstoffen, seine Sporenlager brechen später durch die Blattoberfläche und setzen Sporen frei. Die Art verfügt über einen Entwicklungszyklus mit Pyknien, Uredien, Telien und Aecidien.